# Sankt Michael im Lungau
Sankt Michael im Lungau osztrák mezőváros Salzburg tartomány Tamswegi járásában. 2019 januárjában 3521 lakosa volt.

## Elhelyezkedése

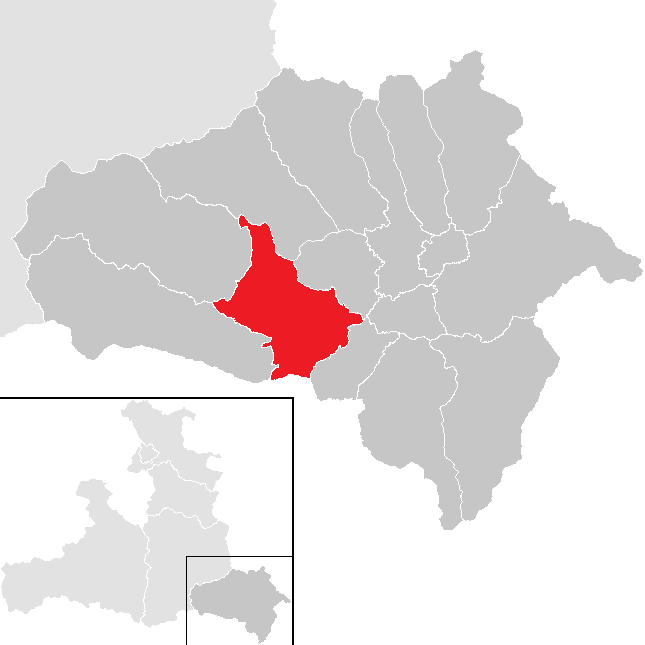
Sankt Michael im Lungau a Tamswegi járásban

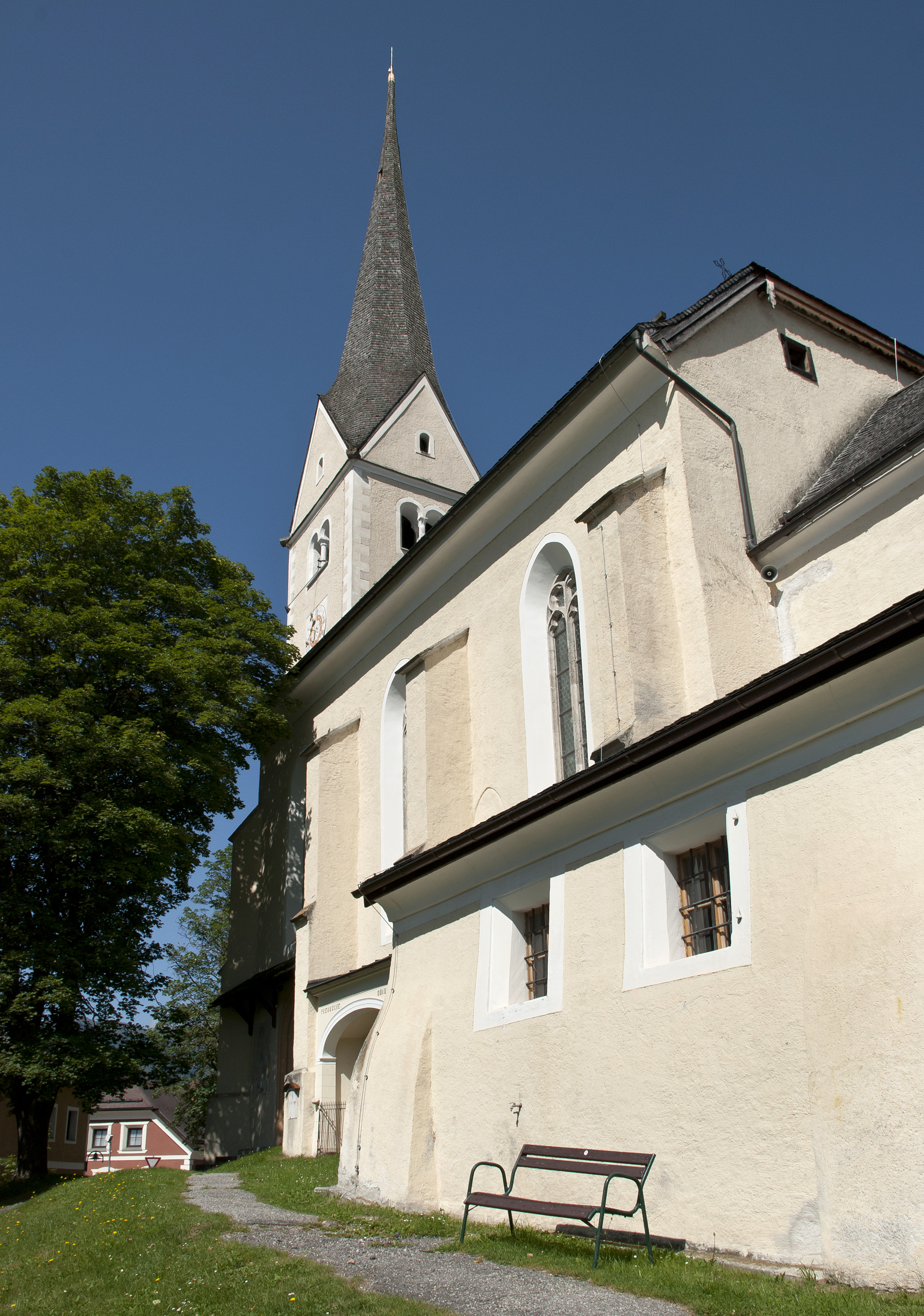
A Szt. Mihály-plébániatemplom

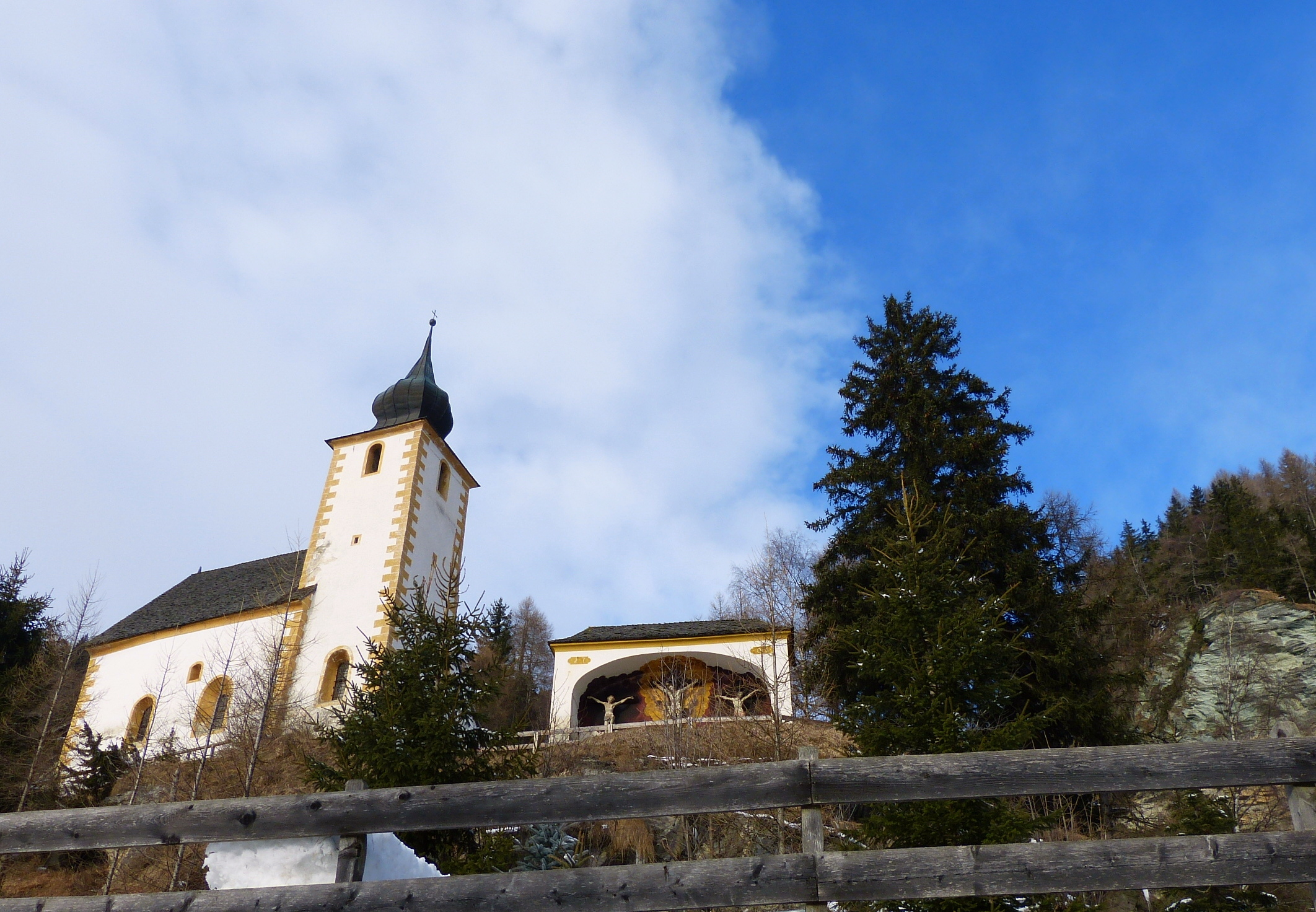
A Szt. Egyed-templom

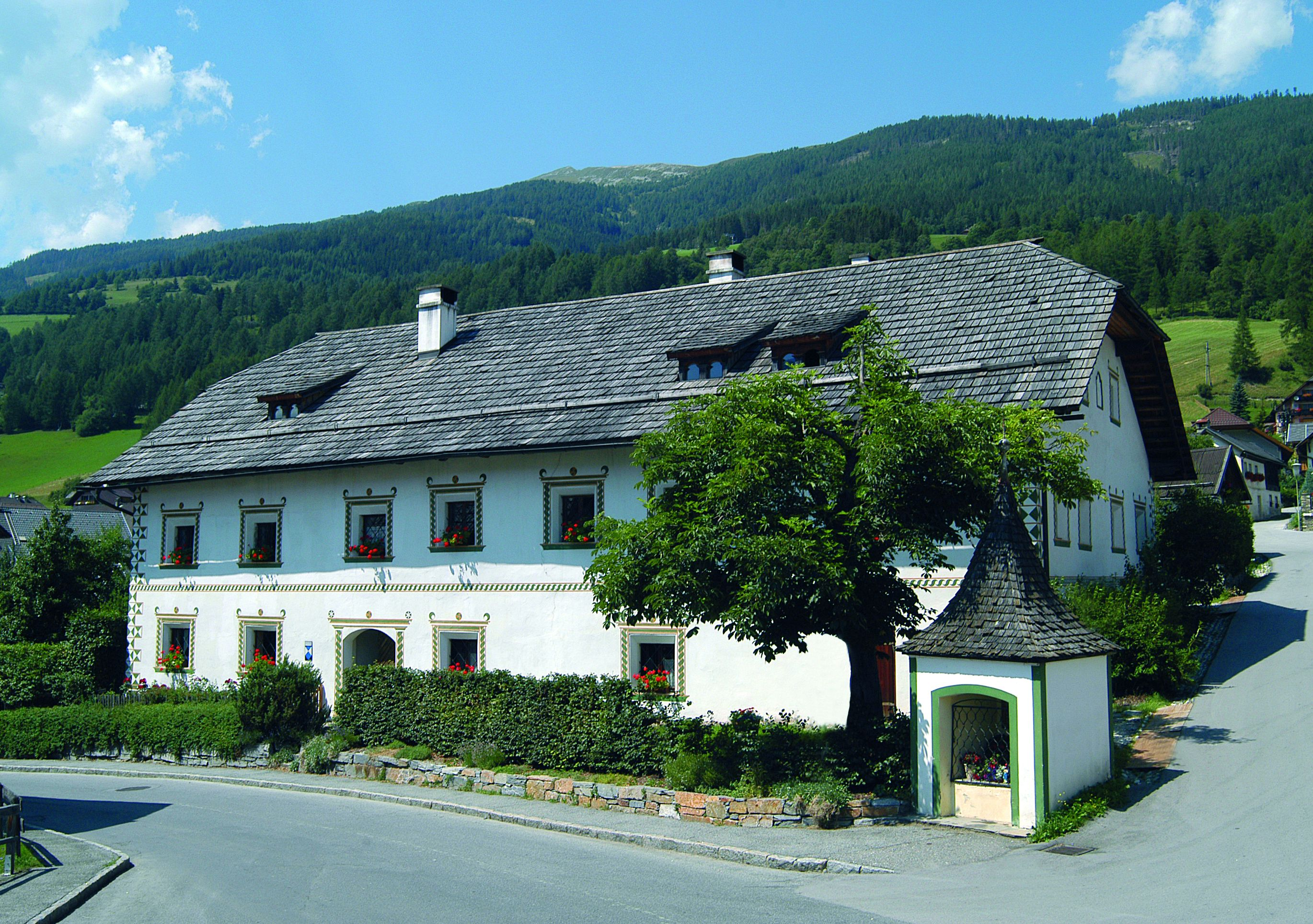
A Heihsgut

Sankt Michael im Lungau Salzburg tartomány Lungau régiójában, a Mura mentén fekszik. Legmagasabb hegyei az Aineck (2216 m) délen és a Speiereck (2074 m) északon. Déli részén található a Karintiába átvezető Katschberg-hágó. Az önkormányzat 5 településrészt és falut egyesít: Höf (274 lakos 2019-ben), Oberweißburg (316), Sankt Martin (638), Sankt Michael im Lungau (2073), Unterweißburg (220).
A környező önkormányzatok: nyugatra Muhr, északnyugatra Zederhaus, északra Tweng, északkeletre Mauterndorf, délkeletre Sankt Margarethen im Lungau, délre Rennweg am Katschberg (Karintia).

## Története
St. Michaelt templomát a 12. században alapították. A falu a 13. században a salzburgi érsekséghez került. 1416-ban III. Eberhard von Neuhaus érsek mezővárosi jogokat adományozott neki.
1775-től 1962-ig járásbírósági székhely működött a mezővárosban. Az ipar 1822-ben indult fejlődésnek egy üveghuta alapításával. 1848 után megalakultak a települési önkormányzatok. A mai mezőváros területén St. Michael-Markt és St. Michael-Land jött létre, amelyek 1937-ben Sankt Michael néven egyesültek. Nevét 1951-ben Sankt Michael im Lungau-ra változtatták.

## Lakosság
A Sankt Michael im Lungau-i önkormányzat területén 2019 januárjában 3521 fő élt. A lakosságszám a csúcspontját 2001-ben érte el 3590 fővel, azóta némi csökkenés volt tapasztalható. 2017-ben a helybeliek 89,9%-a volt osztrák állampolgár; a külföldiek közül 2,9% a régi (2004 előtti), 3,8% az új EU-tagállamokból érkezett. 2% a volt Jugoszlávia (Szlovénia és Horvátország nélkül) vagy Törökország, 1,3% egyéb országok polgára volt. 2001-ben a lakosok 89,3%-a római katolikusnak, 1,2% evangélikusnak, 3,6% mohamedánnak, 3,9% pedig felekezeten kívülinek vallotta magát. Ugyanekkor a legnagyobb nemzetiségi csoportokat a német (94,6%) mellett a horvátok (1,7%) és a bosnyákok (1,5%) alkották.
A lakosság számának változása:

| 2018 | 3 520 |

## Látnivalók
Sankt Michael im Lungaunak ódon polgárházai, és négy gótikus temploma is van. Plébániatemplomában pedig máig fennmaradt 13. századból való freskósorozat látható.
- a Szt. Mihály-plébániatemplom
- a Szt. Márton-templom
- a Szt. Egyed-templom
- a Szt. Anna-kápolna
- a 15. századi Heihsgut, a tartomány egyik legrégebbi, még lakott épülete
- a hagyományos Sámson-felvonulás

## Fordítás
- Ez a szócikk részben vagy egészben  a   Sankt Michael im Lungau című német Wikipédia-szócikk ezen változatának fordításán alapul.  Az eredeti cikk szerkesztőit annak laptörténete sorolja fel. Ez a jelzés csupán a megfogalmazás eredetét és a szerzői jogokat jelzi, nem szolgál a cikkben szereplő információk forrásmegjelöléseként.